# Ivensia parva
Ivensia parva är en insektsart som beskrevs av David R. Ragge 1980. Ivensia parva ingår i släktet Ivensia och familjen vårtbitare. Inga underarter finns listade i Catalogue of Life.